# Vorstendom Jersika
Jersika (Latijn: Gerzika, terra Lettia; Duits: Gerzika, Zargrad; Russisch: Ерсика, Герцике, Gertsike) was een vroegmiddeleeuws vorstendom in het oosten van het huidige Letland. De hoofdstad was gelegen op een walburcht 165 km ten zuidoosten van Riga. In het noorden grensde het aan het eveneens Letgaalse vorstendom Tālava.

## Geschiedenis
Jersika werd in de 10e eeuw gesticht als een voorpost van het vorstendom Polotsk op de oude handelsroute van de Varjagen naar de Grieken. Het werd geregeerd door oosters-orthodoxe vorsten.
In 1209 werd Visvaldis, de vorst van Jersika, militair verslagen door bisschop Albert van Riga en de Orde van de Zwaardbroeders, waarbij zijn Litouwse vrouw gevangengenomen werd. Hij werd gedwongen zijn koninkrijk aan Albert te schenken, waarna hij een deel ervan als leengoed van het Bisdom Riga terug kreeg. De oorkonde van Visvaldis is het oudste van dergelijke documenten dat in Letland bewaard is gebleven. In deze oorkonde wordt Visvaldis "koning van Jersika" ("Vissewalde, rex de Gercike", in een ander document ook "Wiscewolodus rex de Berzika") genoemd.
In 1211 werd het deel van Jersika dat bekendstond als "Lettia" ("terra, quae dicitur Lettia") verdeeld tussen het bisdom Riga en de Orde van de Zwaardbroeders.
Na de dood van Visvaldis in 1239 werd zijn leen aan de Lijflandse Orde gegeven. Dit werd echter betwist door de heersers van Litouwen en Novgorod, die meermaals poogden het grondgebied te veroveren.